# یوپ سوتملک
یوپ سوتملک (هلندی: Joop Zoetemelk؛ زادهٔ ۳ دسامبر ۱۹۴۶) یک دوچرخه‌سوار اهل هلند است.
وی همچنین برندهٔ جوایزی همچون لژیون دونور شده است. وی در مسابقات بین‌المللی در مجموع برندهٔ ۲ مدال طلا شده‌است.